# Michaił Chieraskow
Michaił Matwiejewicz Chieraskow (ros. Михаи́л Матве́евич Хера́сков, ur. 5 listopada 1733 w Perejasławiu, zm. 9 października 1807 w Moskwie) – rosyjski pisarz.
Był potomkiem wołoskich bojarów. Działał w wolnomularstwie, gdzie uzyskał duże wpływy, w literaturze był przedstawicielem późnego klasycyzmu i wczesnego sentymentalizmu. Jest autorem poematów heroicznych, m.in. Rossijady(1779) opowiadąjącego o zdobyciu Kazania przez Iwana Groźnego, tragedii Wieniecyanskaja monachinia (1758), łzawych komedii sentymentalnych i powieści dydaktycznych, m.in. Numa pompilij, ili Procwietajuszczij Rim (1768), o idealnym państwie rządzonym przez filozofa na tronie.